# Tweede Slag bij Lexington
De Tweede Slag bij Lexington vond plaats op 19 oktober 1864 in Lafayette County, Missouri tijdens de Amerikaanse Burgeroorlog.

## Achtergrond
In de herfst van 1864 had generaal-majoor Sterling Price de opdracht gekregen van luitenant-generaal Edmund Kirby Smith om Missouri te heroveren op het Noorden. Prices eerste doelen waren te sterk verdedigd en trok verder in westelijke richting om de Noordelijke voorraden en buitenposten te veroveren en te vernietigen. De Zuidelijken hoopten dat deze raid ook een negatieve invloed zou hebben op de herverkiezing van Abraham Lincoln.
Na zijn overwinning bij Glasgow zette Price zijn tocht in westelijke richting verder naar Kansas City en Fort Leavenworth. Zijn opmars verliep echter traag waardoor de Noordelijken extra tijd kregen om de verdediging van Missouri te organiseren. Enerzijds wou generaal-majoor William S. Rosecrans in samenwerking met generaal-majoor Samuel R. Curtis de Zuidelijke troepen in een tangbeweging nemen en vernietigen. Door slechte communcatie werd dit plan niet uitgevoerd. Anderzijds ondervond Curtis ook moeilijkheden. Een groot deel van zijn soldaten waren militietroepen uit Kansas die niet in Missouri wilden vechten. Uiteindelijk vertrok een 2.000 man sterke strijdmacht onder leiding van generaal-majoor James G. Blunt naar Lexington.

## De slag
Op 19 oktober 1864 naderde Price Lexington. Zijn voorhoede nam het op tegen de Noordelijke verkenners en voorposten rond 14.00u. Ze werden verdreven in de richting van de Noordelijke hoofdmacht. Het initieel verzet van de Noordelijke soldaten was fel. Toch werden ze door de straten van Lexington terug gedrongen. Daarna trokken ze zich al vechtend terug via Independence Road tot het invallen van de duisternis. De Zuidelijke opmars was opnieuw vertraagd en Blunt kon waardevolle informatie bezorgen aan Curtis omtrent de sterkte van de Zuidelijke legermacht.

## Gevolgen
Blunt stopte op 20 oktober bij Little Blue River en bouwde op de westelijke oever van de rivier een defensieve stelling uit. Daar probeerden de Noordelijken opnieuw de Zuidelijke opmars te stoppen.